# Zgornja Dobrava (Radovljica)
Zgornja Dobrava is een plaats in Slovenië en maakt deel uit van de gemeente Radovljica in de NUTS-3-regio Gorenjska. De plaats telde 167 inwoners op 1 januari 2020.